# Список дітей Петра I

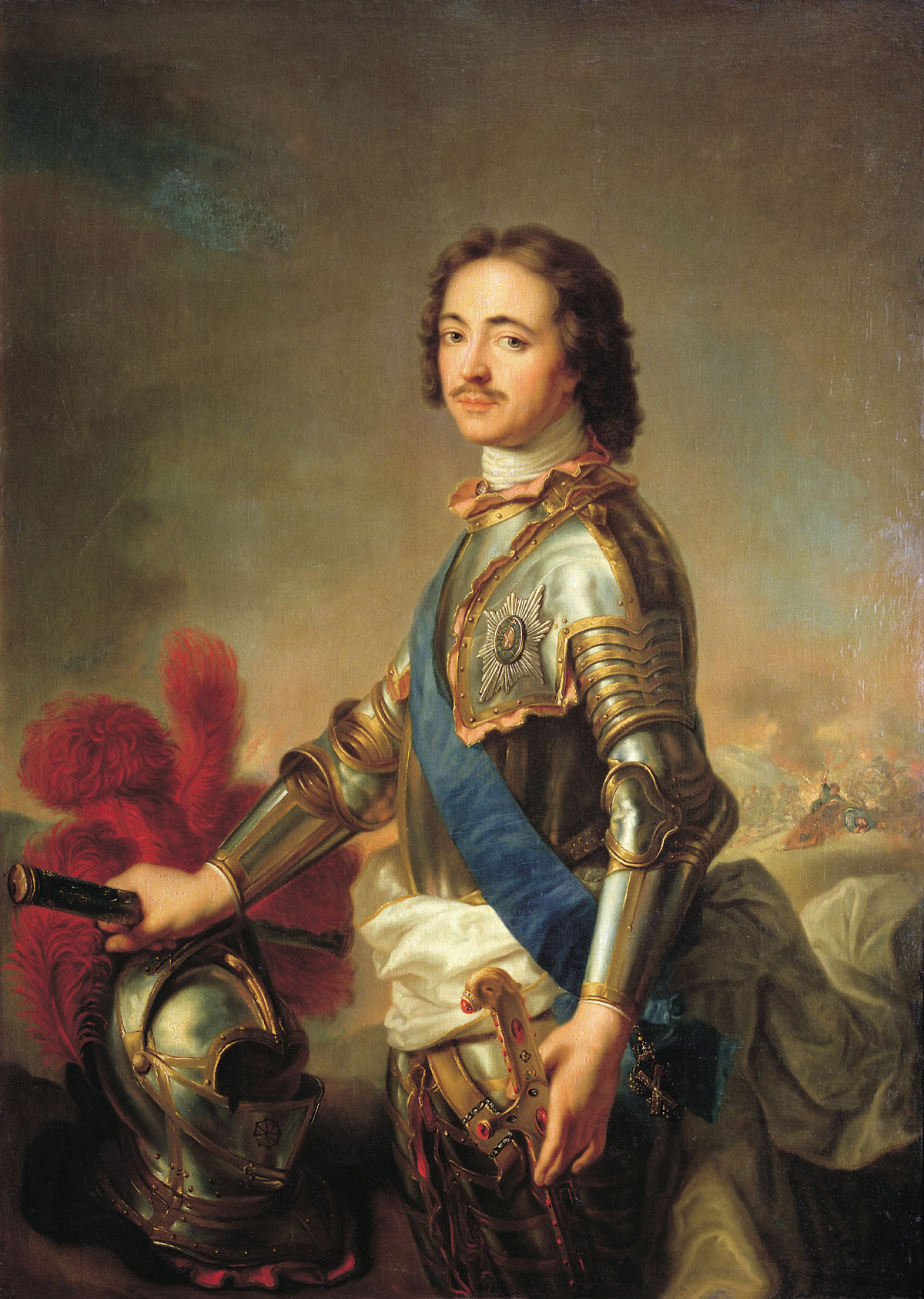
Петро I

Спи́сок діте́й Петра́ I — перелік синів і доньок першого Імператора Всеросійського Петра Олексійовича Романова. У нього було 9 (за іншими версіями — 13 або 14, див розділ. Оцінка кількості) законних дітей; до дорослого віку дожили лише троє - Олексій, Анна та Єлизавета. Також, можливо, декілька позашлюбних.

## Список дітей Петра I
| #                                   | Ім'я                                         | Портрет                  | Роки життя                                               | Титул                           | Коротка характеристика |
| ----------------------------------- | -------------------------------------------- | ------------------------ | -------------------------------------------------------- | ------------------------------- | --- |
| Від Євдокії Лопухіної               |                                              |                          |                                                          |                                 | |
| 1                                   | Олексій Петрович (рос. Алексей Петрович)     |                          | 28 лютого (18 лютого) 1690 — 24 травня (14 травня) 1718  | Царевич                         | Спадкоємець російського престолу. Батько Петра II. Страчений за наказом батька за звинуваченням у зраді. |
| 2                                   | Олександр Петрович (рос. Александр Петрович) | Зображення не збереглося | 13 жовтня (3 жовтня) 1691 — 7 липня (26 червня) 1692     |                                 | Помер у віці неповного одного року. Небесний покровитель — Олександр Невський. Похований в Архангельському соборі Кремля. |
| 3                                   | Павло Петрович (рос. Павел Петрович)         | Зображення не збереглося | 1693                                                     |                                 | Деякі дослідники ставлять під сумнів його існування. |
| Від Марти Скавронської (Катерини I) |                                              |                          |                                                          |                                 | |
| 4                                   | Анна Петрівна (рос. Анна Петровна)           |                          | 27 січня (17 січня) 1708 — 4 березня (22 лютого) 1728    | Герцогиня Гольштейн-Готторпська | Велика княжна, герцогиня Гольштейн-Готторпська. Матір імператора Петра III. |
| 5                                   | Єлизавета Петрівна (рос. Елизавета Петровна) |                          | 18 (29) грудня 1709 — 25 грудня 1761 (5 січня 1762)      | Імператриця Російської імперії  | Російська імператриця у 1741–1762. Вступила на престол внаслідок палацового перевороту. Довірила політичні справи фаворитам, зокрема, Олексію Розумовському. Становище Гетьманщини за Єлизавети значно покращилося, був обраний новий гетьман. |
| 6                                   | Наталія Петрівна (рос. Наталия Петровна)     | Зображення не збереглося | 14 березня (3 березня) 1714 — 7 червня (27 травня) 1715  |                                 | Царівна, померла у віці одного року. Похована у тоді ще недобудованому Петропавлівському соборі. |
| 7                                   | Маргарита Петрівна (рос. Маргарита Петровна) | Зображення не збереглося | 14 вересня (3 вересня) 1714 — 7 серпня (27 липня) 1715   |                                 | Царівна, померла у віці одного року. Похована у тоді ще недобудованому Петропавлівському соборі. |
| 8                                   | Петро Петрович (рос. Пётр Петрович)          |                          | 9 листопада (29 жовтня) 1715 — 6 травня (25 квітня) 1719 | Офіційний спадкоємець престолу  | Був спадкоємцем після страти старшого брата Олексія. Проте у 4 роки помер від кіру. |
| 9                                   | Павло Петрович (рос. Павел Петрович)         | Зображення не збереглося | 13 січня (2 січня) 1717 — 14 січня (3 січня) 1717        |                                 | Прожив всього один день. Коли він народився, Петро I написав князю Голіцину, що його дружина народила «солдатченка Павла». |
| 10                                  | Наталія Петрівна (рос. Наталия Петровна)     |                          | 31 серпня (20 серпня) 1718 — 15 березня (4 березня) 1725 |                                 | Цісарівна. Прожила найдовше серед всіх братів і сестер, що мерли в дитинстві (7 років). Померла вже після смерті батька. Похована у Петропавлівському соборі.                                                                                  |

## Оцінка кількості
Неможливо точно визначити кількість дітей імператора. Висуваються цифри 9, 13 і 14.
Взагалі, у Петра Олексійовича було 9 офіційно зафіксованих дітей, враховуючи і померлих у ранньому дитинстві. Проте оцінки кількості різняться. Ходили непідтверджені чутки про синів Петра (1704—1707) та Павла (1705—1707). Є твердження про «другого» Петра Петровича (1719—23). Крім того, говорили про незаконнонароджену Катерину Петрівну, яка померли немовлям. 
Також деякими істориками під сумнів ставиться існування Павла, третього сина царя від Євдокії Лопухіної.

## Позашлюбні діти

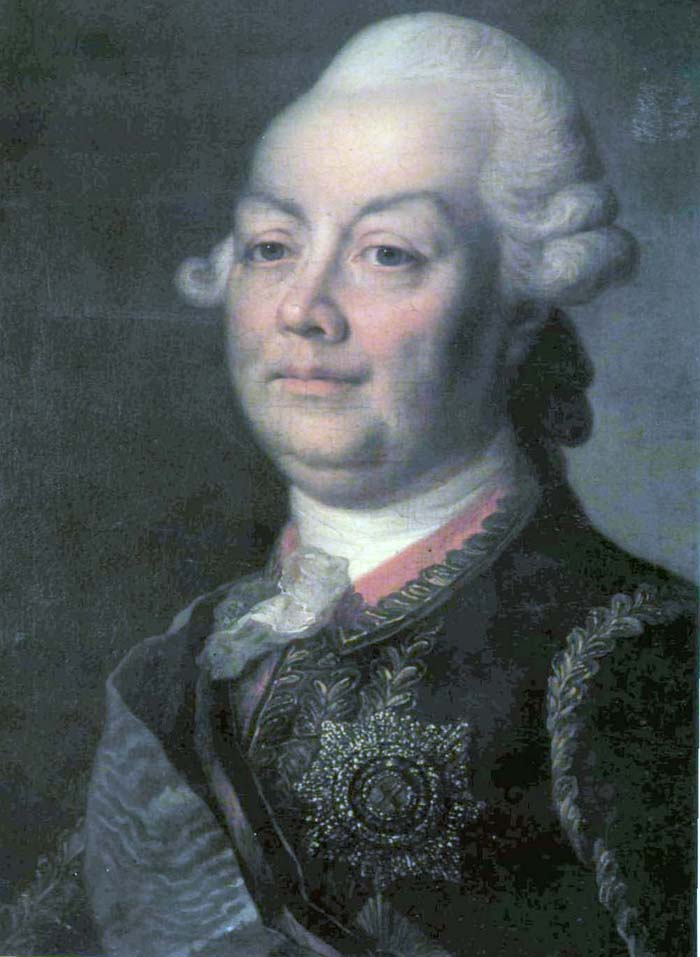
Петро Рум'янцев

Петро Олексійович мав численних коханок, які народили багато дітей. Проте документально не є підтверджено те, що саме він був їх батьком. Зокрема:
- Авдотья Чернишова (Євдокія Ржевська) — народила чотирьох доньок і трьох синів. При дворі ходили чутки, про те, що їх батьком є Петро, але підтвердження немає. Оскільки вона мала багатьох коханців, цілком можливо, що своє численне потомство зачала від них.
- Марія Кантемир — була вагітна від Петра I, але пологи пройшли невдало, а син помер при народженні
- Марія Гамільтон — двічі вчиняла аборти від Петра.
- Марія Рум'янцева — мати полководця Петра Рум'янцев-Задунайського, який народився за кілька місяців по смерті імператора. Існує версія, що він був його сином.